# Numéro TOKYO
Numéro TOKYO（ヌメロ・トウキョウ）は、フジサンケイグループの出版社扶桑社が発行して発売する日本のファッション雑誌で、フランスのファッション雑誌『ヌメロ』の日本版である。

## 歴史
2006年9月に東京都内の主要書店でパイロット版の0号を3万部限定で無料配布した。2007年2月27日に創刊号（4月号）を扶桑社が発売した。表紙にケイト・モスを起用した。扶桑社と提携したが印刷が間に合わず、創刊号は発行元が編集長田中杏子らの会社名「ラ カシェット」、発売元が「アシェット婦人画報社」となっている。
6、12月以外の毎月28日に発売する。

## スタイル
モード系雑誌に分類され、「毒抜きされたモード誌は、もういらない。」をテーマに世界的名門ファッションブランド商品を多数掲載する。
おもな読者層は世界の流行に敏感な25歳から35歳のキャリアウーマンで、扶桑社の女性誌『LUCi』『ESSE』と一部重複するが、本誌は海外発祥で両誌とテイストが異なる。
特徴として特集や連載のスタートページにページのノンブルを大きく表記する。連載を含めて、「注目の芸能人」をモデルに起用した記事が全体の1/3程度を占める。
巻末にフジサンケイグループであるフジテレビの番組に関する告知などを掲載する。